# Wu Meijin
Wu Meijin   (Rui'an, 25 d'abril de 1980) és un aixecador de peses xinès, ja retirat, que va competir a començaments del segle XXI.
El 2004 va prendre part en els Jocs Olímpics d'Estiu d'Atenes, on va guanyar la medalla de plata en la categoria del pes gall del programa d'halterofília.
En el seu palmarès també destaquen dues medalles d'or al Campionat del món d'halterofília, el 2002 i 2003, així com també una medalla d'or als Jocs Asiàtics de 2002.